# Orange County Museum of Art
Das Orange County Museum of Art (OCMA) ist ein Kunstmuseum in Newport Beach im US-Bundesstaat Kalifornien. Die seit 1918 bestehende Einrichtung befindet sich im Geschäftsviertel Newport Center im Stadtteil Corona del Mar.
Das Museum stellt vor allem Werke der zeitgenössischen und modernen Kunst aus. Zur Sammlung gehören annähernd 3.000 Exemplare, die einen Querschnitt der kalifornischen Kunst vom frühen 20. Jahrhundert bis zur Gegenwart darstellen Jährlich zählt das OCMA rund 60.000 Besucher.

## Geschichte
Das Orange County Museum of Art eröffnete 1918 unter dem Namen Laguna Beach Art Association. Die drei Zweigstellen in Newport Beach, Laguna Beach und Costa Mesa wuchsen schnell und erlangten landesweite Aufmerksamkeit. Die California Biennal wurde 1984 ins Leben gerufen. Das Museum hat dabei unter anderem Ausstellungen mit der Pennsylvania Academy of the Fine Arts und der Renaissance Society organisiert. Seinen heutigen Namen nahm das Orange County Museum of Art 1996 an.
Das OCMA hat im Laufe der Zeit hauptsächlich Werke der zeitgenössischen Kunst ausgestellt. Dazu gehörten auch die ersten Studien von Vija Celmins (1980), Chris Burden (1988) und Tony Cragg (1990). Des Weiteren fanden bedeutende Ausstellungen mit der Werken von Lari Pittman (1983), Günther Förg (1989), Charles Ray (1990), Guillermo Kuitca (1992), Bill Viola (1997), Iñigo Manglano-Ovalle (2003), Catherine Opie (2006) und Mary Heilmann (2007) statt. Auch Werke der modernen Kunst wurden vom Orange County Museum of Art präsentiert. Darunter befanden sich bekannte Künstler wie  Edvard Munch und  Pablo Picasso. Weitere thematische Ausstellungen ergänzten das Angebot.

## Sammlung
Zu den mehr als 3.000 Kunstgegenständen, die sich im Besitz des Museums befinden, zählen hauptsächlich Werke der  zeitgenössischen und modernen Kunst. Die Sammlung umfasst Gemälde, Skulpturen, Fotografien, Zeichnungen, Drucke, Videos und Installationen vom frühen  20. Jahrhundert bis zur Gegenwart.
Das OCMA legt seinen Schwerpunkt auf Werke der kalifornischen Kunst. Dies beinhaltet Stilrichtungen wie den kalifornischen Impressionismus, aber auch Gegenstände der Pop Art. Künstler wie Elmer Bischoff, Jessica Bronson, Chris Burden, Vija Celmins, Helen Lundeberg, Edward Ruscha, John Baldessari, Stanton Macdonald-Wright, John McCracken, Bill Viola und viele weitere sind im OCMA vertreten.